# Запорізьке (Апостолівська міська громада)
Запорі́зьке — село в Україні, в Апостолівській міській територіальній громаді Криворізького району Дніпропетровської області.

## Загальні дані
На півдні межує з селом Нова Січ, на сході з селом Червоний Тік, на півночі з селом Михайло-Заводське, та на заході з містом Апостолове.
Розташоване за 9 км від сільської ради. Населення 1202 чоловік, кількість дворів 455. Площа населеного пункту 196 га. Село газифіковане, до червня 2013 водогін не працював 4 роки, фактично в село вода не подається. До села та в селі дорога з твердим покриттям.

## Історія
На основі Указу з'їзду Рад 13 волостей Херсонського повіту від 8 березня 1919 року, що відбувся в селі Велика Костромка, було вирішено «виділити Мар'янській волості додатково 7328 десятин поміщицьких земель, розташованих на території Михайлівської і Нововоронцовської волостей». Частина жителів села Мар'янського почала переселятися на ці землі, внаслідок чого виникли нові села: Запорожець, Красне і Перше Травня.
На території, де лежить село, перші поселенці з'явилися у 1922 році.
Щороку переселенців збільшувалося, і вже у 1925 році тут створено два села Красне і Запорожець.
У 1929 році, першому році колективізації на селі, у селі Красне утворився колгосп «Сяйво», а в Запорізькому — «Запорожець».
В 1964 році за кошти колгоспу в селі побудована восьмирічна школа, а в 1971 році було відкрито Запорізьку середню школу.
У 50-ті роки колгосп був технічно відсталим господарством. Земля переважно оброблялася волами і кіньми, посів кукурудзи на зерно проводився ручними кукурудзосаджалками. З роками господарство розвивалося, багатшало. З'явилось більше машин та механізмів.
У 1959 році силами працівників колгоспу «Зоря комунізму» був збудований сільський будинок культури.
З того часу в селі було побудовано адміністративне приміщення правління колгоспу, дитячий комбінат «Кульбабка», продуктовий магазин, відкрито відділення зв'язку, фельдшерсько-акушерський пункт.
У 1982 році було завершено будівництво розводу внутрішніх водомереж села. Активно розвивалася галузь рослинництва і тваринництва.
У всіх соціальних установах проведено централізоване опалення. Орденами та медалями за високі досягнення у праці поповнювався список трудівників села «Запорізьке».
На початку 90-х років почалось реформування земельних відносин. 1997 року проведено розпаювання земель на земельні частки (паї), де господарями землі стали колишні колгоспники, загальним земельним масивом 4131,8 га.
З 1997 року орендує землі у селян ПВФ «Агроцентр». Це підприємство переважно займається галуззю рослинництва.

## Населення
Згідно з переписом УРСР 1989 року чисельність наявного населення села становила 1266 осіб, з яких 591 чоловік та 675 жінок.
За даними перепису населення 2001 року у селі проживали 1261 особа. 

### Мова
Розподіл населення за рідною мовою за даними перепису 2001 року:
| Мова       | Відсоток |
| ---------- | -------- |
| українська | 91,67 %  |
| російська  | 7,14 %   |
| молдовська | 1,03 %   |
| білоруська | 0,08 %   |

## Соціальна сфера
- Загальноосвітня школа;
- Дошкільний навчальний заклад «Кульбабка»;
- Запорізька сільська лікарська амбулаторія загальної практики-сімейної медицини;
- Запорізький Будинок культури.

Улітку 2014 р. на місці одного із висохлих ставків у Парку слави розпочалася робота з благоустрою території. Місцевою громадою було прийняте рішення про облаштування території, де люди випасали корів та кіз, під майданчик для дітей із метою оздоровлення та дозвілля. За активної допомоги чи не єдиного селоутворюючого підприємства ПВФ «Агроцентр», що надало будівельну техніку, матеріали тощо, упродовж декількох тижнів сільська громадськість власними силами облаштовувала територію. Відтак з'явилося футбольне поле, місце для волейболу та дитячий майданчик. Таким чином місцева громадськість власноруч облаштувала сільське дозвілля для близько 50 дітей Запорізького.

## Клімат
| Клімат Запорізького     | Клімат Запорізького | Клімат Запорізького | Клімат Запорізького | Клімат Запорізького | Клімат Запорізького | Клімат Запорізького | Клімат Запорізького | Клімат Запорізького | Клімат Запорізького | Клімат Запорізького | Клімат Запорізького | Клімат Запорізького | Клімат Запорізького |
| Показник                | Січ.                | Лют.                | Бер.                | Квіт.               | Трав.               | Черв.               | Лип.                | Серп.               | Вер.                | Жовт.               | Лист.               | Груд.               | Рік                 |
| Середній максимум, °C   | −1,1                | −0,2                | 4,5                 | 14,0                | 21,3                | 25,8                | 28,1                | 27,5                | 21,7                | 14,2                | 6,3                 | 1,7                 | 13,7                |
| Середня температура, °C | −4,3                | −3,4                | 0,8                 | 9,0                 | 15,7                | 20,0                | 22,2                | 21,4                | 15,8                | 9,4                 | 3,1                 | −1                  | 9,1                 |
| Середній мінімум, °C    | −7,4                | −6,6                | −2,8                | 4,1                 | 10,2                | 14,3                | 16,3                | 15,3                | 10,0                | 4,6                 | 0,0                 | −3,7                | 4,5                 |
| Норма опадів, мм        | 35                  | 32                  | 27                  | 34                  | 44                  | 55                  | 56                  | 40                  | 35                  | 27                  | 36                  | 41                  | 462                 |
| ----------------------- | ------------------- | ------------------- | ------------------- | ------------------- | ------------------- | ------------------- | ------------------- | ------------------- | ------------------- | ------------------- | ------------------- | ------------------- | ------------------- |
| Джерело:                |                     |                     |                     |                     |                     |                     |                     |                     |                     |                     |                     |                     |                     |

## Транспорт
За декілька кілометрів від села розташована платформа 47 км. Також один раз на день: о 10:45 (окрім неділі) вирушає маршрутка до Апостолового.

## Визначні пам'ятки
Біля села розташована пам'ятка археології національного значення — курганний могильник.

## Релігія
3 серпня 2014 року єпископ Дніпропетровський і Криворізький Симеон освятив новозбудований храм Святого рівноапостольного князя Володимира Великого (ПЦУ) (вул. Плющенка, 3-А).
Також в селі знаходиться Молитовний дім релігійної громади Церкви Божої України (вул. Плющенка, 5-А).

## Галерея

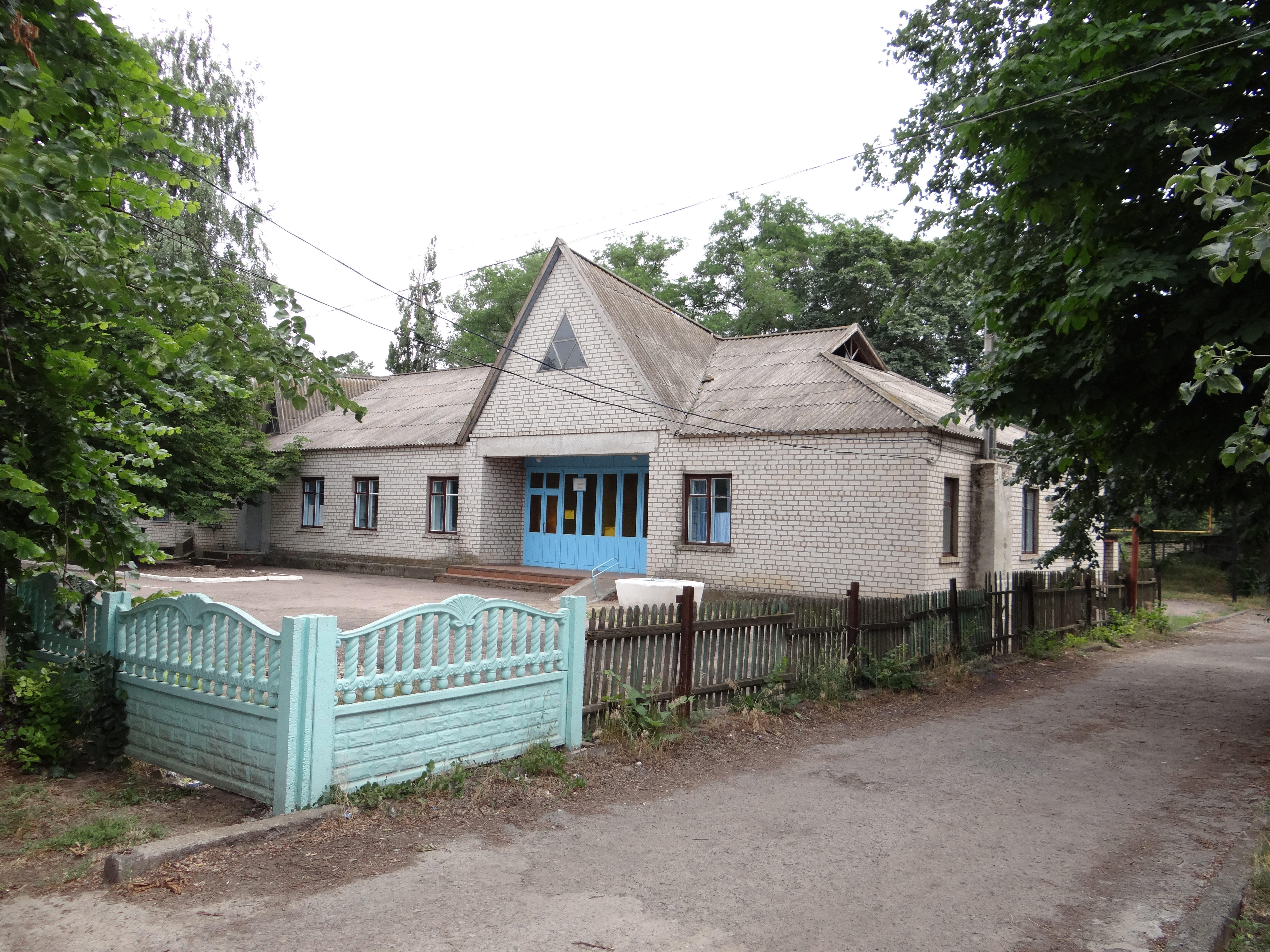
Амбулаторія
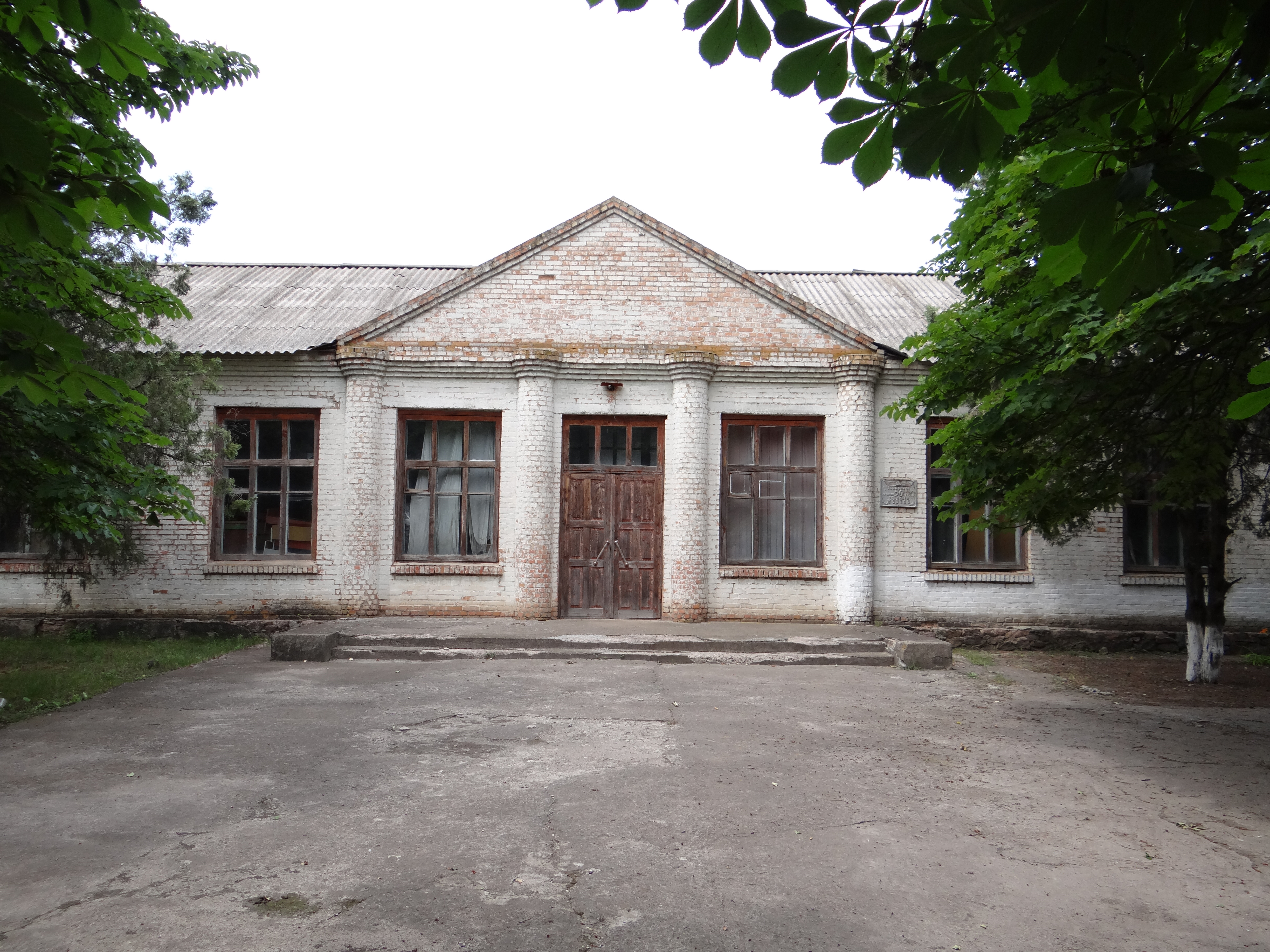
Будівля старої школи (дошку на честь 50-річчя жовтня демонтовано)
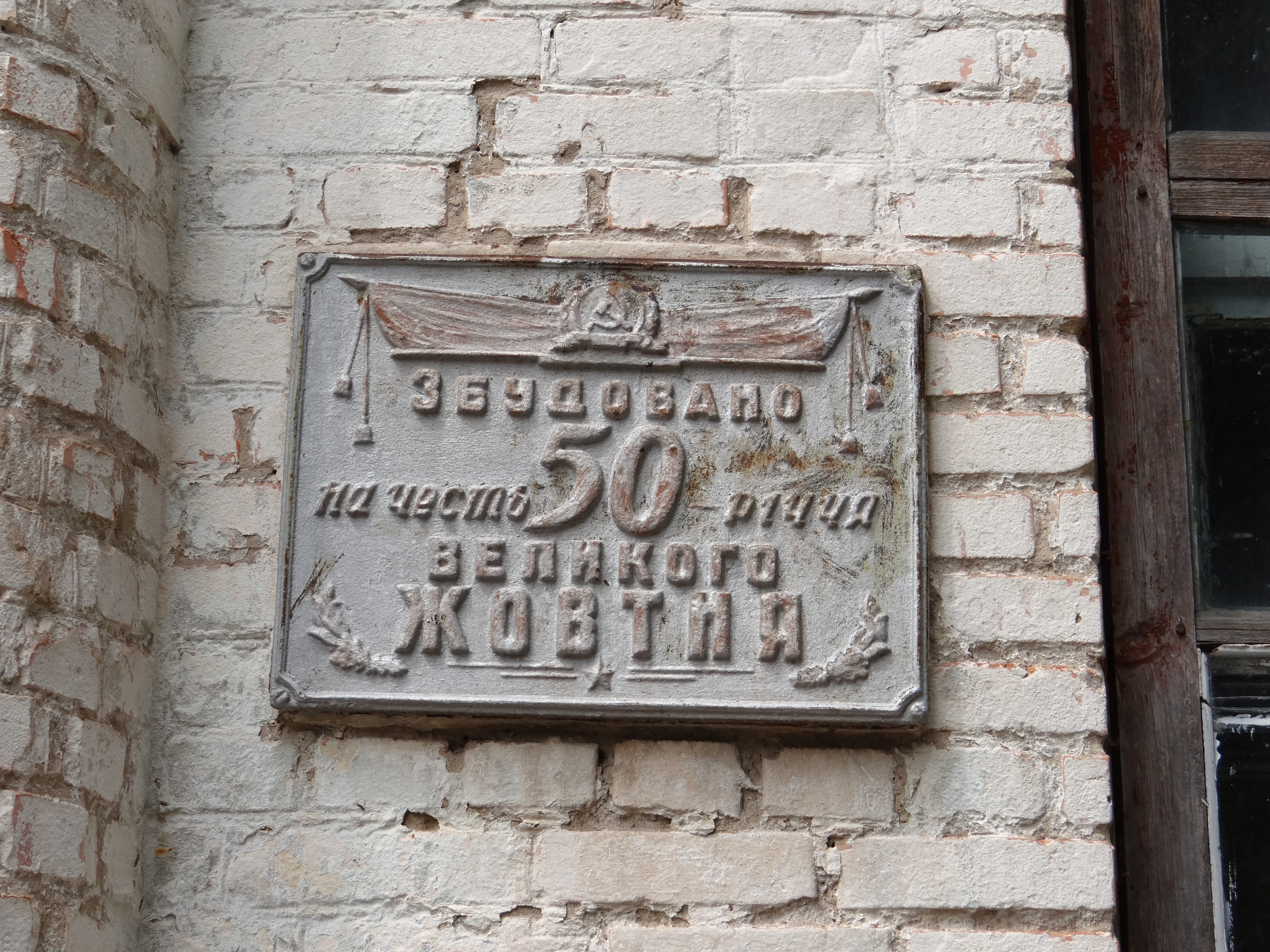
Традиційний пам'ятний знак на низці будівель села
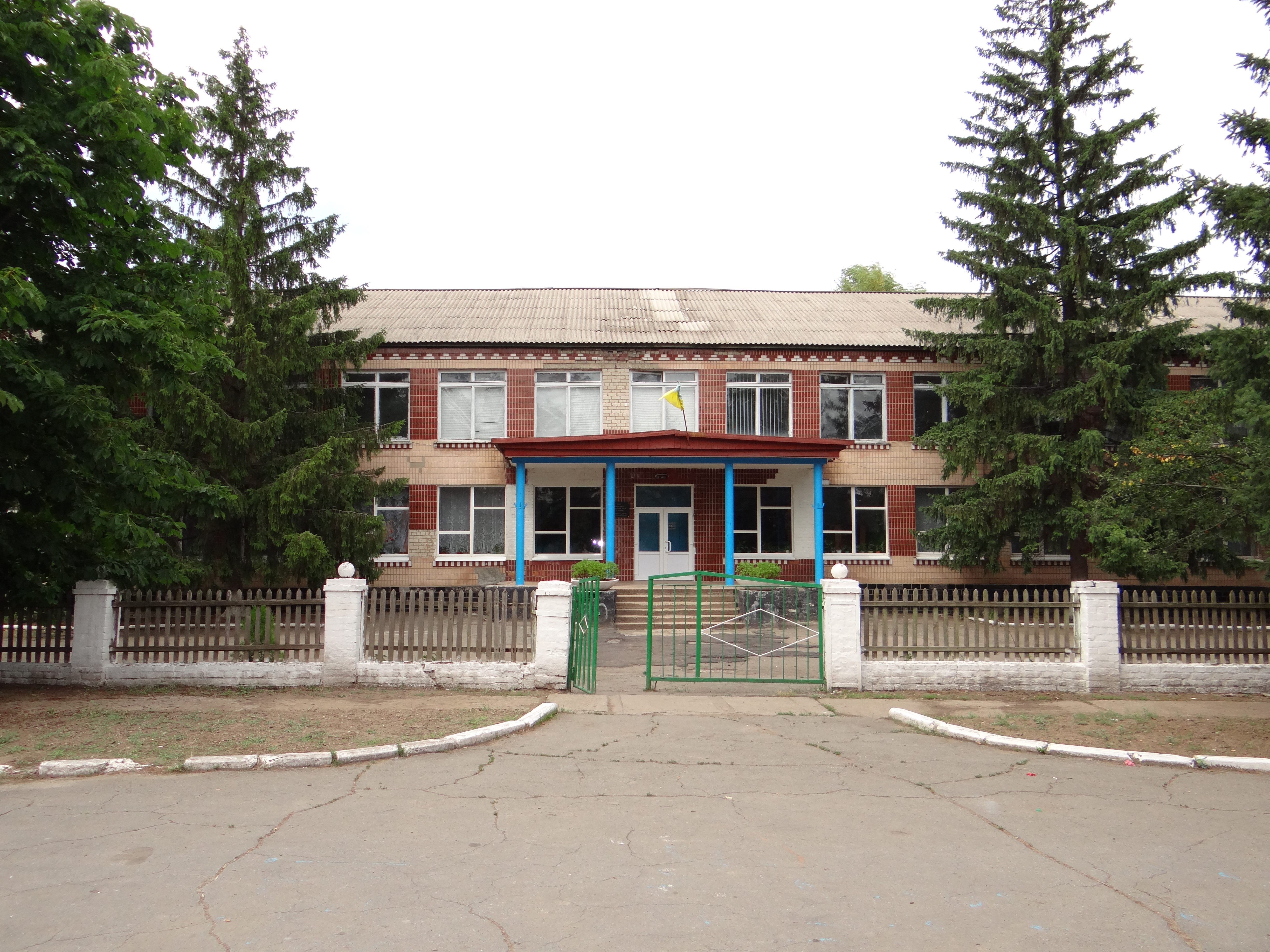
Школа
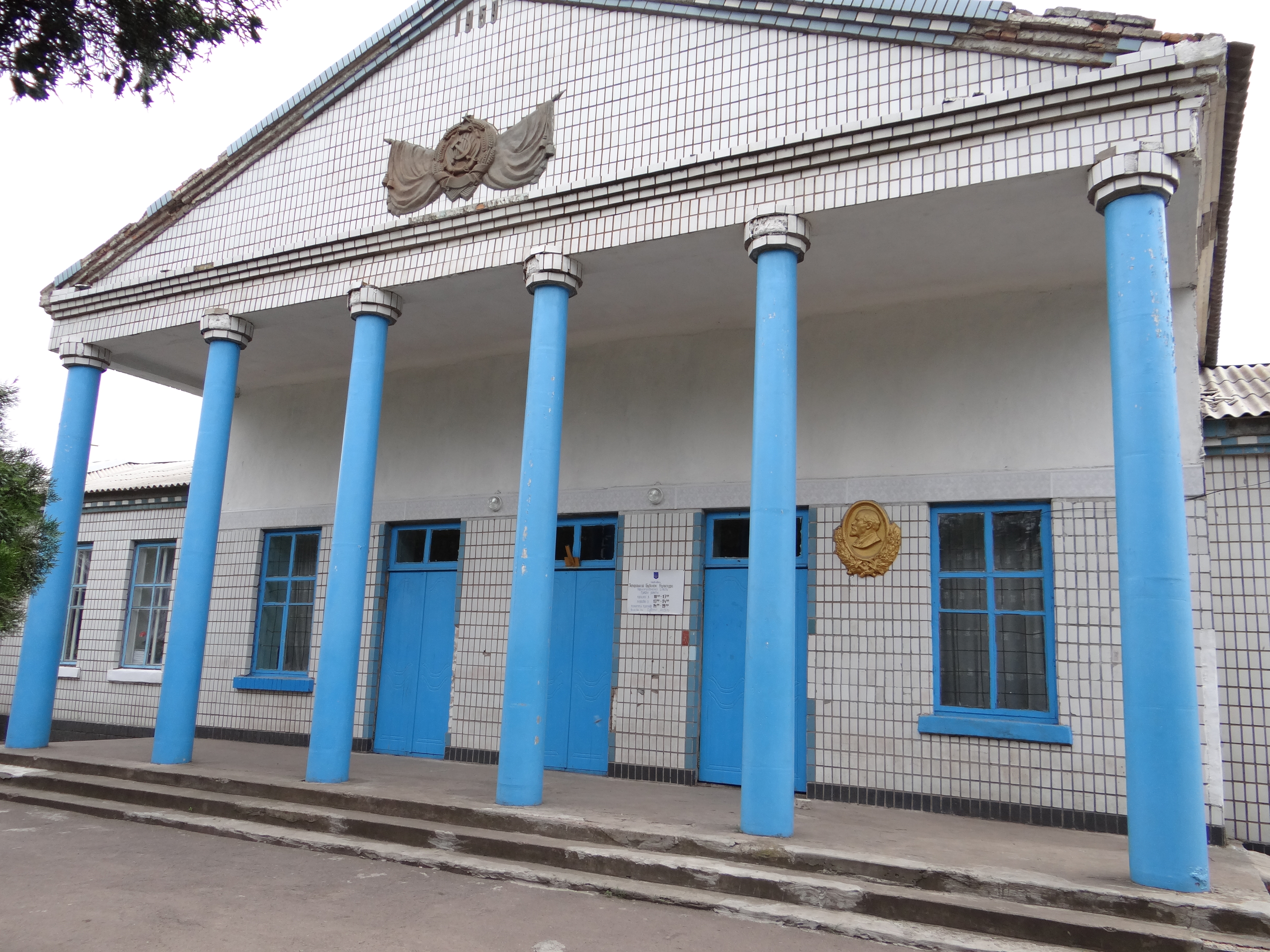
Клуб (Зображення Леніна було знято у 2015-16 роках)
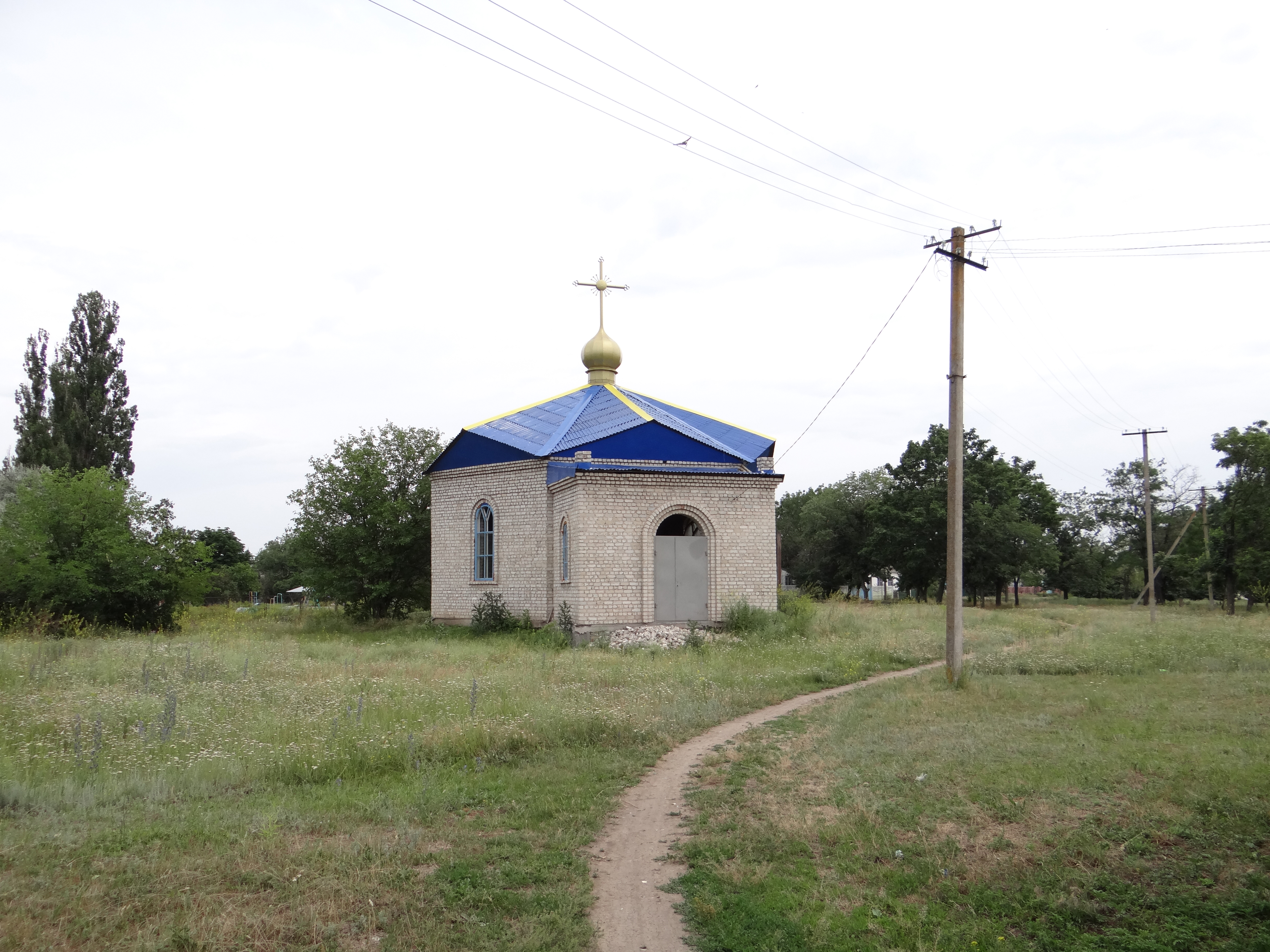
Церква (найстаріший довгобуд села)
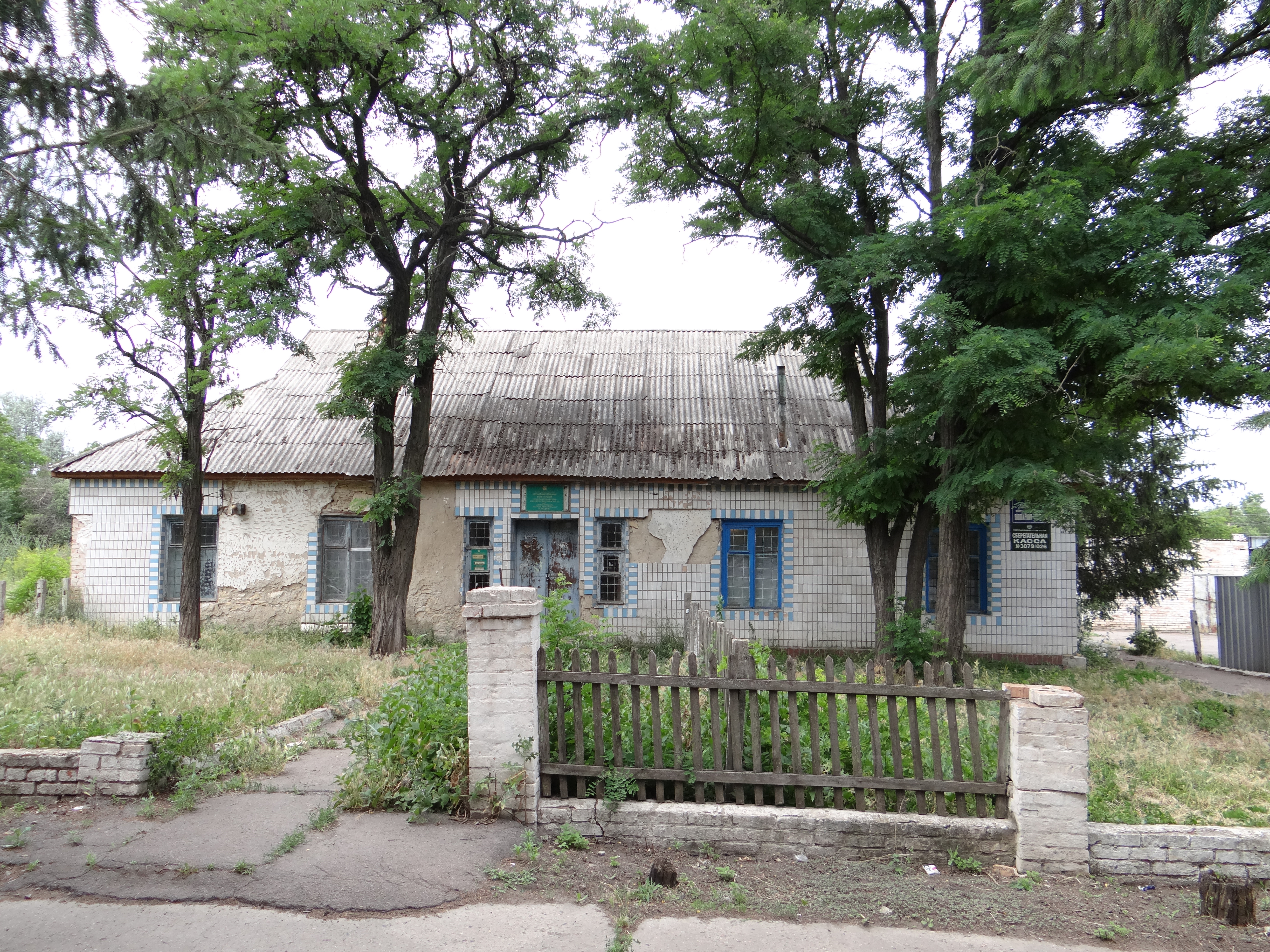
Ощадбанк
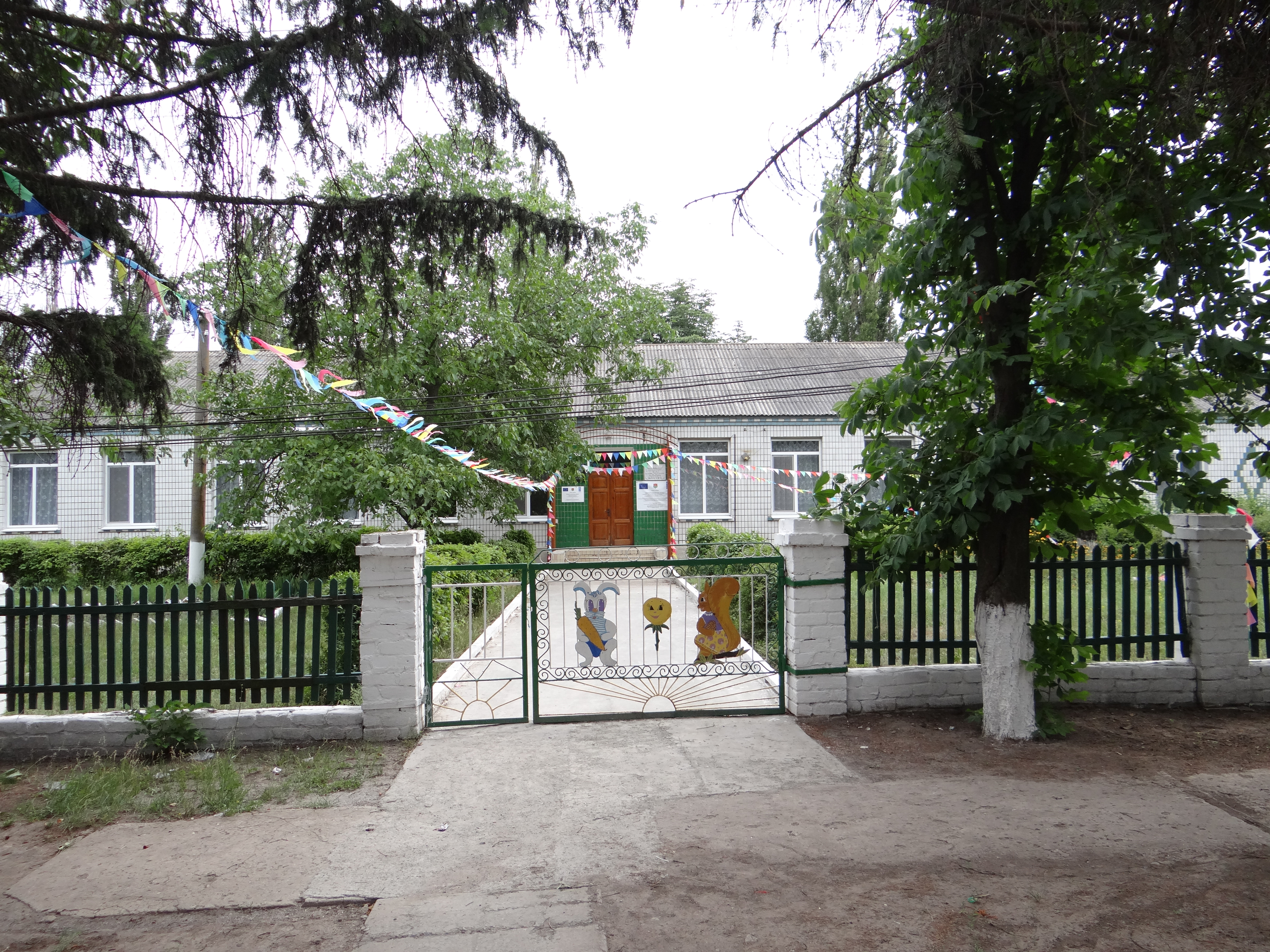
Дитячий садок
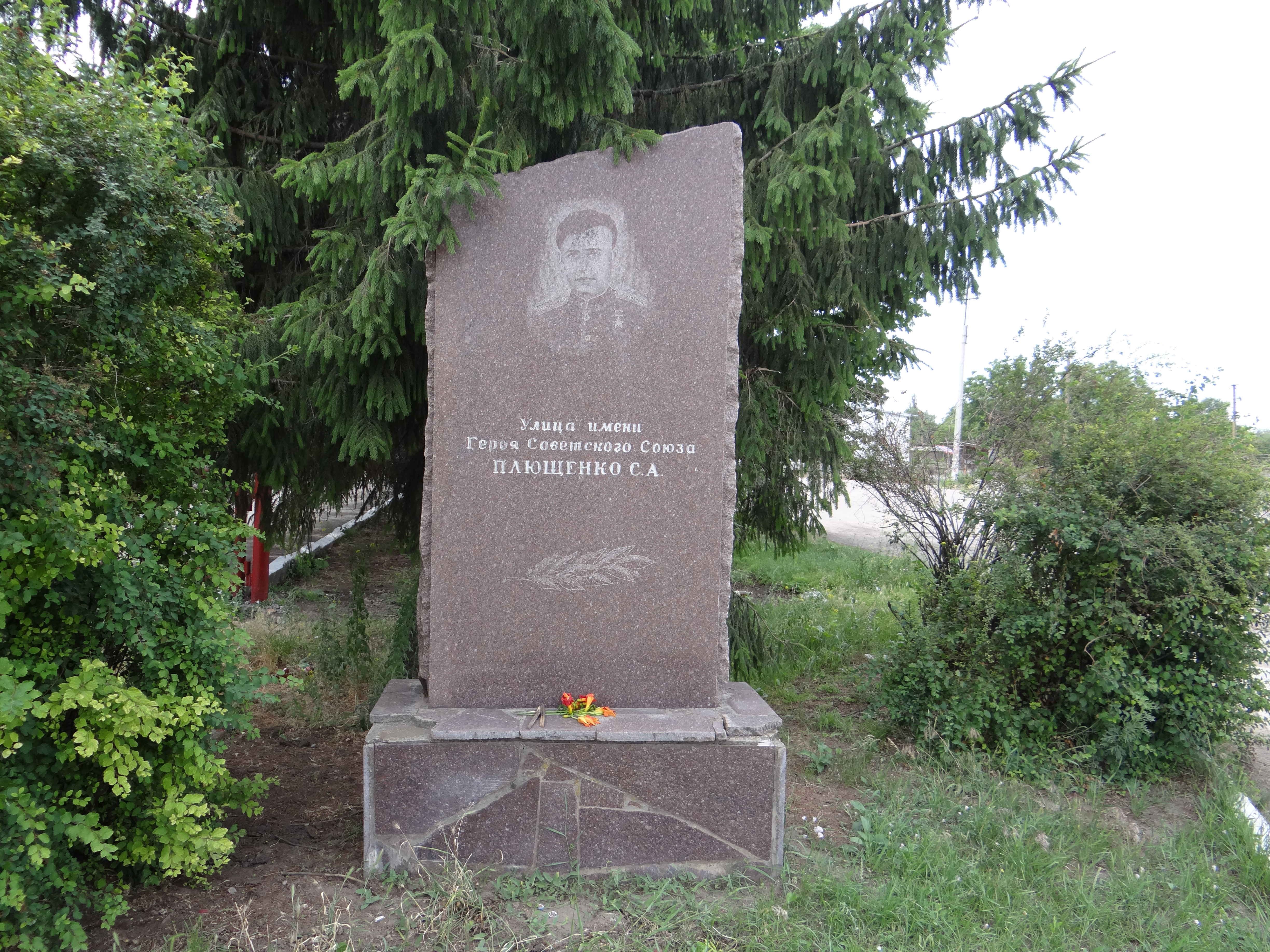
Пам'ятник С. Плющенку
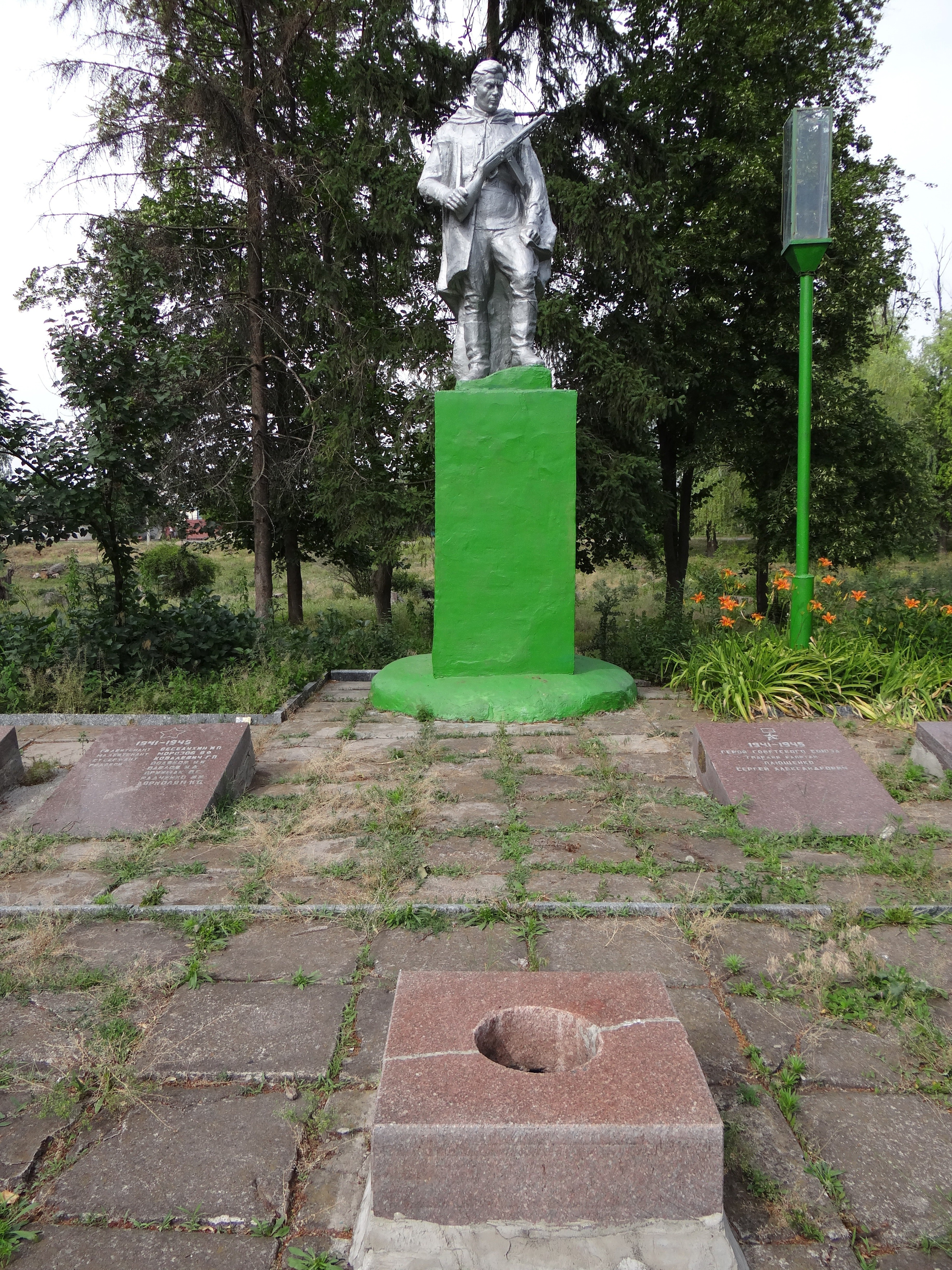
Пам'ятник на меморіалі
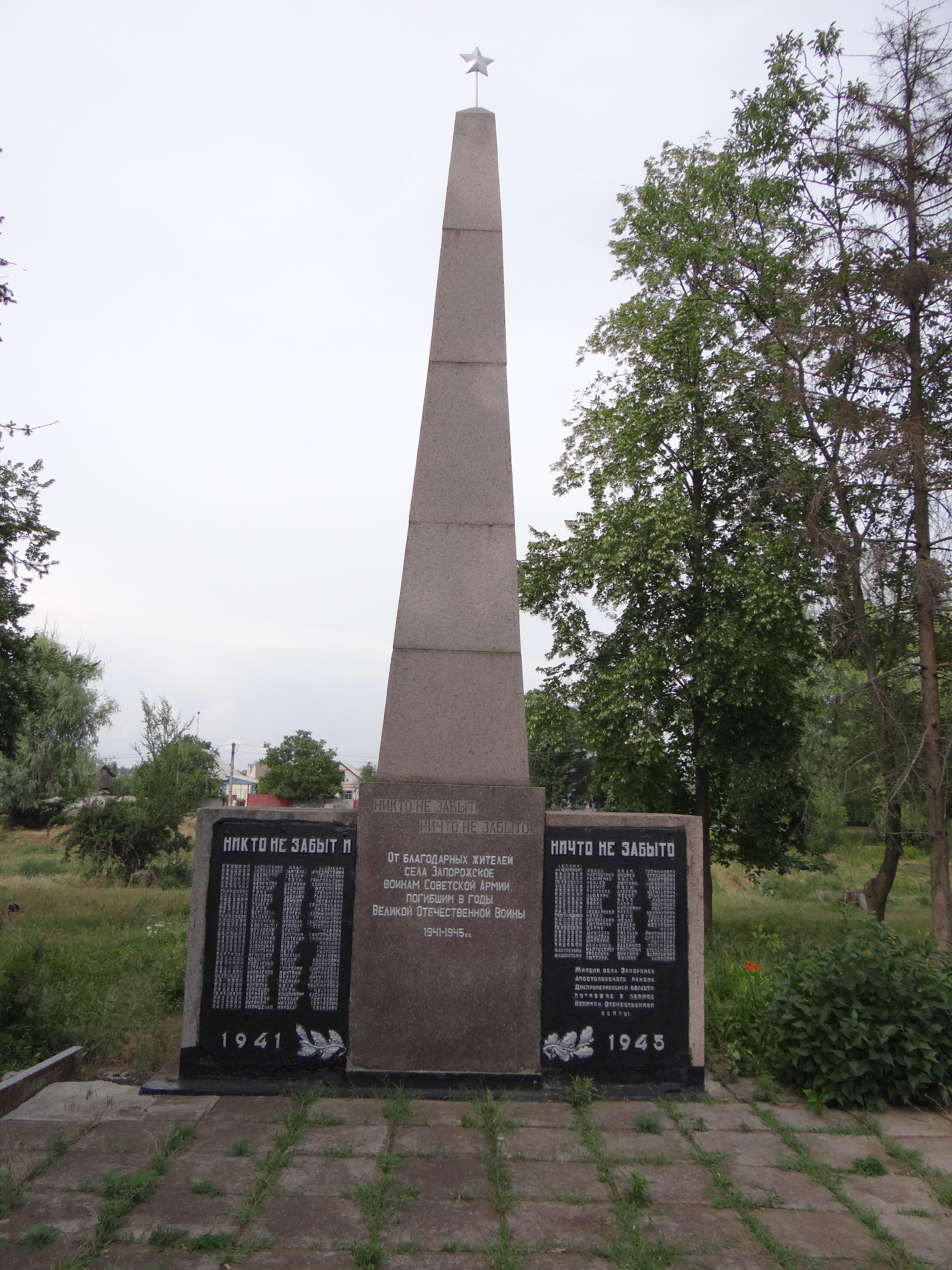
Стела із прізвищами загиблих